# Kotlina Velkých jezer
Kotlina Velkých jezer (mongolsky Их нууруудын хотгор, rusky Котловина Больших Озёр) je rozsáhlá tektonická polopouštní propadlina na západě Mongolska, která zasahuje na území čtyř ajmagů (Uvský, Chovdský, Zavchanský, Gobialtajský) a severním okrajem zasahuje do Tuvské republiky v Rusku. Rozkládá se mezi Mongolským Altajem, Changajem a horským hřbetem Tannu Ola na ploše větší než 100 000 km². Nadmořská výška se pohybuje od 750 až 800 do 1500 až 2000 m. V reliéfu krajiny zde převládají mírně skloněné štěrkové a hlinité roviny, které se střídají s částmi pahorkatiny s izolovanými žulovými suky a masivy. Jsou tu také velké písečné pouště o celkové rozloze přibližně 14 000 km². Povrch propadliny je tvořen antropogenními nivními, jezerními a větrnými usazeninami.

## Podnebí
Podnebí je mírné kontinentální. Teplota vzduchu se pohybuje od −50 °С do 35 °С. Srážky dosahují 100 až 150 mm v horách a až 350 mm za rok na severu.

## Vodstvo
V propadlině se nacházejí velká jezera slaná (Uvs núr, Chjargas núr, Dörgön núr) i sladkovodní (Char núr, Char Us núr, Ajrag núr) a také slaniska. Nejvýznamnější řeky jsou Chovd gol, Zavchan gol a Tesín gol.

## Flóra
V údolích řek rostou místy březové a topolové lesíky a porosty keřů. Tam kde je dostatek podzemní vody rostou také rákosy a osinatce.

## Fauna
Na jezerech a řekách se vyskytuje mnoho druhů vodního ptactva (kolpík bílý, čáp černý, orlovec říční, orel mořský, husa labutí, husa indická, pelikán bílý).